# 王立バイエルン邦有鉄道S3/6型蒸気機関車
王立バイエルン邦有鉄道S3/6型蒸気機関車（ドイツ国鉄18.4 - 18.6形蒸気機関車）は、王立バイエルン邦有鉄道が急行旅客列車用として製造した車軸配置2'C1'（パシフィック）で過熱式複式4気筒の、テンダー蒸気機関車である。
この機関車はバイエルン邦有鉄道が製造した歴代の各機関車の中でも特に注目に値するもので、ドイツ国営鉄道（ドイツ国鉄）の時代になってからを含めて、ほぼ25年にわたって生産が続けられた。合計で159両が生産され、これはバイエルンの他の全てのパシフィック機を合計した数より多い。a型からi型までの89両が王立バイエルン邦有鉄道時代に、k型からo型までの70両がドイツ国有鉄道時代にそれぞれ製造された。

## 概要
バイエルン王国の首都ミュンヘンのヒルシュアウに本社工場を構えていた、王国有数の機関車メーカーであるJ.A.マッファイ社の製造部長であったアントン・ハンメル (Anton Hammel 1857 - 1925) と工場主任であったハインリヒ・レップラ (Heinrich Leppla 1861 - 1950) の指揮の下で設計された。
設計の基礎となったのは、ドイツ国内最初のパシフィック機であり、やはりハンメルがバーデン大公国鉄道の機関車製造担当官であったアレクサンドル・クールタン (Alexander Cortin) との共同作業によって開発・設計したフォン・ボーリース(von Borris)式複式4気筒機のバーデン大公国邦有鉄道IVf型蒸気機関車である。
その基本構造は100mm厚の圧延鋼板を切り抜いて製作された強固な棒台枠、鋳鋼により高圧・低圧で各2組計4本のシリンダーや弁室を一体鋳造した大型のシリンダーブロック、それに広火室を備えた過熱式煙管ボイラー、と IVf型の設計製作で得られた経験に加え、本形式に先立ってバイエルン邦有鉄道がやはりJ.A.マッファイ社に高速試験用として1両を発注・製作させた過熱式複式4気筒2'B2'機であるS2/6型などを通じて得られた知見を反映したものである。
S3/6型は、バーデン大公国邦有鉄道IVh型蒸気機関車と共に、バーデン大公国邦有鉄道IId型蒸気機関車 (Badische II d) 以来バイエルン王国近隣の各鉄道に納入されてきた、J.A.マッファイ社製複式4気筒高速旅客列車用蒸気機関車群の一つの完成形となったものである。
その各部寸法は、各シリンダーの行程および直径（高圧シリンダー：425×610 mm、低圧シリンダー650×670 mm）、火格子面積（4.5平方メートル）など基本となったIVf型に準じ、メカニズム面でも同形式の設計に多くを負う。だが、動輪径が通常型で1,800 mmから1,870 mmへ70 mm拡大され、ボイラーの蒸発伝熱面積が208.7平方メートルから201.7平方メートルにわずかに縮小される一方で、過熱伝熱面積が50平方メートルから76.3平方メートルへ拡大されてボイラーの性能が引き上げられ、動輪上重量が49.6 tから52.7 tへやや増加するなど、基本となったIVf型の良さを生かしつつ、新技術やバイエルン邦有鉄道の使用条件に合わせて設計変更することで、より高性能な機関車として完成している。
なお、例外的に動輪径を2,000 mmに拡大したd型とe型を除き、S3/6型は動輪径1,870 mmを標準としており、これにより平坦線での高速運転性能のみならず勾配線での充分な牽引力も確保され、広範囲で運用することができた。
最高速度は動輪径によらず120 km/hで、出力は製造期間中のボイラー改良に伴う性能向上などにより1,770馬力から1,830馬力に引き上げられている。

## 王立バイエルン邦有鉄道

### a型からc型
1908年から1911年にかけて動輪径1,870 mmとしてNos.3601 - 3623の合計23両が製造された。全車ともに風切り形運転台と呼ばれる、左右の妻窓が進行方向に対して傾斜して設置し、くさび状に構成した独特の形状の運転台を搭載する。炭水車は2'2' T 26,2型と組み合わせられている。

### d型・e型
1912年に動輪径を2,000 mmに拡大したd型とe型がNos.3624 - 3641として18両生産された。これらの機関車は、ミュンヘンとニュルンベルクや、ミュンヘンとヴュルツブルクを結ぶ比較的平坦な区間で高速で運転される急行列車を牽引する目的で設計された。
このグループは他のグループとは異なり、高圧シリンダーと低圧シリンダーの行程が同一値 (670 mm) となっていた。
なお、高速列車の牽引用に意図されていたにもかかわらず、風切り形の運転台になっていない。
d型とe型については、ロングランを前提として大型の2'2 T 32,5型炭水車が新たに開発され、連結された。

### f型
f型は1913年に3両のみ製造され、a型からc型と大きく異なるところはなかった。

### g型

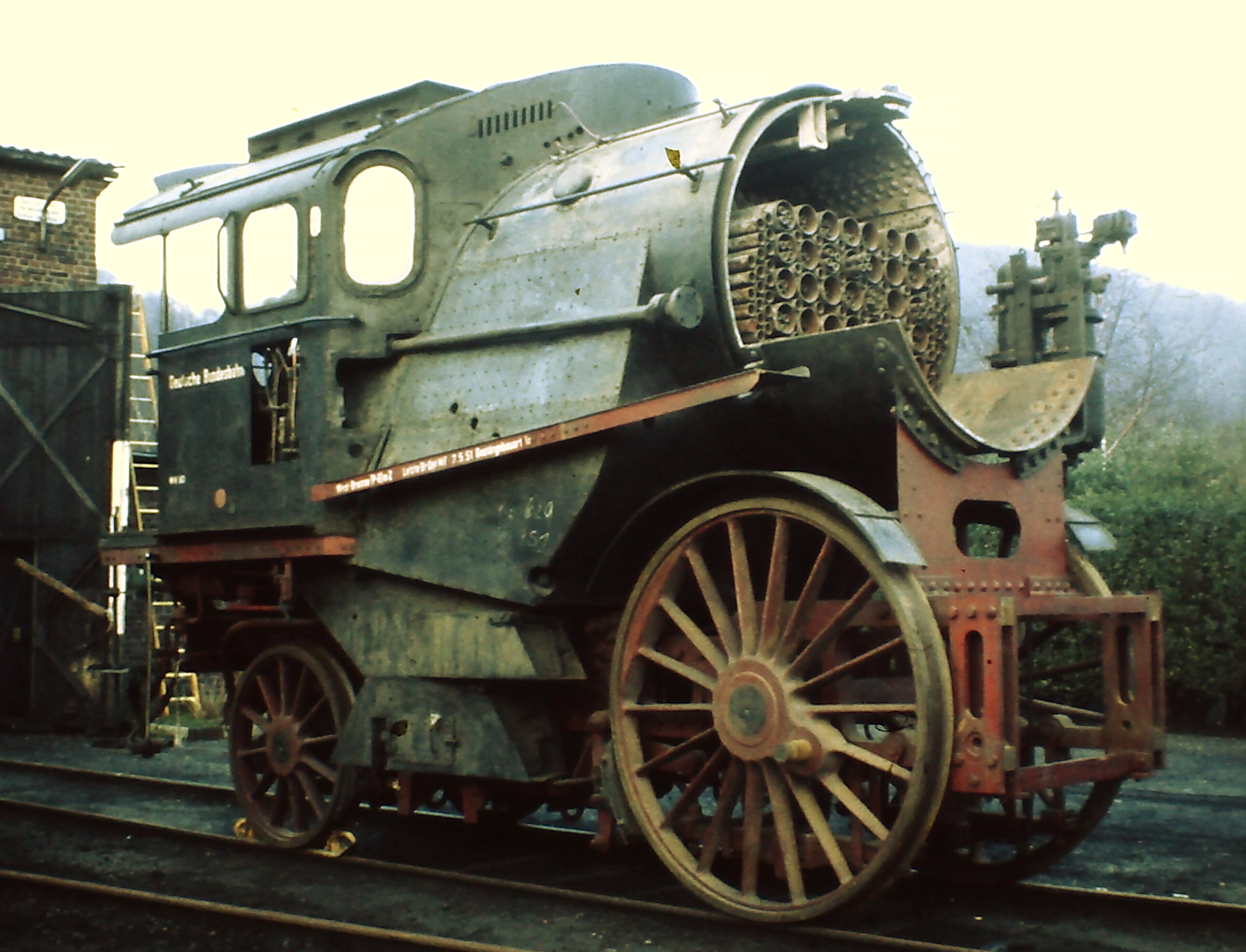
ボーフム・ダールハウゼン鉄道博物館で保存されている18 427の缶胴切断車体（2010年まで）

1914年にNos.341 - 350の10両がプファルツ鉄道向けに製造された。これらは動輪径1,870 mmで、同じ動輪径のa型・b型・c型・f型の各グループに比べて寸法が何箇所か変更されており、たとえば19 m転車台での転向を可能とするために全長を150 mm短くしていた。
これらの10両は、ドイツ国鉄により18 425 - 18 434の新形式番号を与えられた。このうちの1両は第二次世界大戦後ソビエト連邦占領地区に残され、1948年になって18.3形18 314と引き換えに西側に返還された。

### h型・i型
第一次世界大戦の期間中1914年から1918年までの間に35両が製造された。これは王立バイエルン邦有鉄道向けに製造された最後のS3/6型であった。

## ドイツ国営鉄道
第一次世界大戦、休戦協定にしたがって本形式の内、最新のものを含む19両がフランスとベルギーに引き渡され、残りがドイツ国営鉄道に引き継がれた。1926年の称号規程改正により、ドイツ国営鉄道引き継ぎ車は18.4形18 401 - 18 434（a型・b型・c型・f型・g型）、18 441 - 18 458（d型・e型）、18 461 - 18 478（h型・i型）という形式番号を与えられた。この時代の本形式は、ラインゴルトの牽引機として有名である。

### k型
統一されたドイツ国鉄では、規格設計に基づく制式旅客用機関車として単式2気筒パシフィック機である01形の製造を1925年から開始したが、これは最大軸重20.25 tで最大軸重18 t以下の制約が課された亜幹線での使用に適さなかった。
このため、この条件を満たす最大軸重17 t級の03形が急行貨物機の41形と軽量構造のボイラーを共用する設計で開発されていた。しかし、この03形は実用化が大幅に遅れたため、高速旅客機を早急に必要としていた交通省のバイエルン支局は、この03形の完成を待たず実績のあるS3/6型の製造を続行した。1923年から1924年にかけて、J.A.マッファイ社はk型を30両納入した。これらはドイツ国鉄による新称号規定の策定前に完成したため、バイエルンの機関車番号体系に従ってNos.3680 - 3709として納入され、1926年に18 479 - 18 508に変更された。これ以前の型と異なる点は、技術的には過熱面積がそれまでの52m2から60m2に拡大されており、ボイラーの使用圧力もバーデン大公国鉄道IVf型と同様、16気圧に昇圧された。また運転台は風切り形ではなかったが、側窓部から上を内側に倒した、後の制式機関車と同様の形状のものに変更されている。

### l型・m型・n型・o型
ドイツ国鉄は当初、本形式をk型で生産終了とする予定であった。だが、一方で幹線の最大軸重20 tへの軌道強化工事は遅々として進まず、本形式を代替すべき03形の開発も大幅に遅延した。このため、その間の亜幹線向け旅客用機関車需要を満たすべく、ドイツ国鉄はストップギャップとしてJ.A.マッファイ社に対し、本形式のさらなる追加発注を行った。
1927年に12両のl型 (18 509 - 18 520) が、1927年から1928年にかけて8両のm型 (18 521 - 18 528) が、それぞれ納入された。k型に比べて過熱面積が76.3m2に拡大され、また過熱器の性能向上に対応して高圧シリンダーの内径が425 mmから440 mmへ拡大された。m型の一部はヴィースバーデン機関区に配置されて、急行列車の牽引に用いられた。
20両の製造が予定されていたn型に関しては、J.A.マッファイ社が世界恐慌の影響で経営危機に陥ったことから、その生産が滞ってしまった。そのため、同社の経営破綻前に完成しドイツ国鉄へ納入できたのは、18 529と18 530の2両のみであった。このため、J.A.マッファイ社の許諾の下でヘンシェル社がこの仕事を引き継ぐことになり、1930年から1931年にかけて残りの18両はo型 (18 531 - 18 548) としてドイツ国鉄へ納入された。
なお、このうち最後の11両には、新しく開発された2'2' T 31,7型炭水車が組み合わせられている。

## ドイツ連邦鉄道
1950年代にドイツ連邦鉄道（西ドイツ国鉄）は、多くの機関車の近代化を実施した。これにしたがって30両の18.5形が、製造を担当したクラウス＝マッファイ社（J.A.マッファイ社の後身）とヘンシェル社によって改造された。これは1927年から1930年にかけてドイツ国鉄が導入したl型からo型の中から抽出され、改造された。
これらの機関車は、インゴルシュタット工場およびミュンヘン＝フライマン工場に送られ、そこでクラウス＝マッファイおよびミンデン製の新しいボイラーと火室に交換された。これに加えて、運転台が新しくなり加減弁が改良された。もっとも、シリンダーブロックを新しいものに交換する、といった更なる改造計画は実施されずに終わっている。
1953年から1957年にかけて改造されたこれら30両は、18.6形18 601 - 18 630という新形式番号を与えられ、急行旅客運用に用いられた。高性能ボイラーを得た18.6形の性能は、重軸重の01形にほぼ匹敵するものであった。これらはダルムシュタット、ホーフ、レーゲンスブルク、ニュルンベルク中央駅、リンダウ、ウルムなどの機関区に配置された。
この近代化された機関車は強力で、ドイツ連邦鉄道の機関車群の中でも最も経済的であると評価されていたが、すべての機関車が1961年から1965年にかけて運用を終了した。これは、近代化改造の際にポンプの支え部をボイラーに直接溶接してしまったため、亀裂の発生につながったことが一因であった。このため末期はボイラー圧力が16気圧から14気圧に下げられ、出力が大きく下がった。
18.6形で最後まで残存した18 622と18 630は1965年にリンダウで運用を終了し、1966年に解体された。
改造されなかったS3/6型は、18 505を例外として1962年までに運用を終了した。18 505はミンデンの機関車研究所で使用され続け、1969年に運用を終了した。
何両かの機関車は暖房用ボイラー代用として使用された。ザールブリュッケンに配置された18 602は1983年まで使われた。18 612もボイラー代用として使用されていた。

## 保存車
本形式は戦後も1960年代まで長く使用されたこともあり、ドイツ国鉄統合以前の古い形式であるにもかかわらず、少なくとも6両が保存されている。

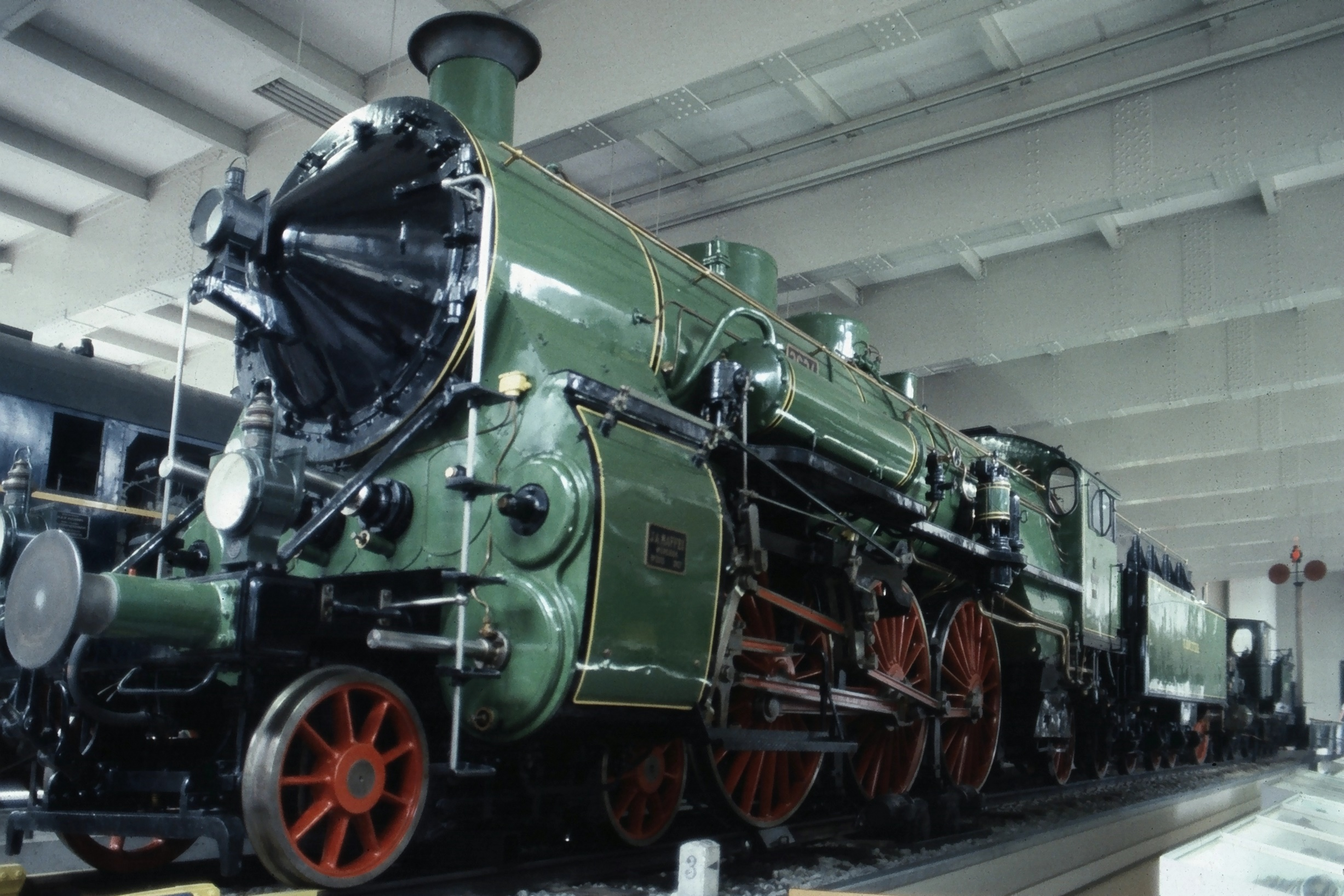
S3/6型 No.3634 (18 451)
2m径の動輪を備えるd・e型唯一の現存機。

### e型
2m径の大動輪を備えるd・e型のグループではe型の「18 451」が、ミュンヘンのドイツ博物館の交通センターにバイエルン邦有鉄道 No.3634 時代の姿に復元の上で保存されている。　

### k型
ドイツ国鉄となってから製作されたk型では、最後まで現役であった「18 505」（No.3706：製造番号(W.No.)5555）がノイシュタット・アン・デア・ヴァインシュトラーセにあるドイツ鉄道歴史協会 (Deutsche Gesellschaft für Eisenbahngeschichte) に保存されており、今でも見ることができる。
また、この型の最終機「18 508」は個人所有で、スイスに保管されている。

### m型
ラストナンバーである「18 528」（W.No.5696）が製造元の後身であるクラウス＝マッファイ社に引き取られ、ミュンヘンにあった同社本社ビルの前にモニュメントとしておかれていた。クラウス＝マッファイトランスポートテクノロジーがシーメンスによって買収された後、この「18 528」はアラッハ工場の覆いの中に置かれており、現在は一般人が見学することはできない。

### 18.6形
暖房用ボイラー代用となっていた「18 602」の輪軸が保存され、ザールブリュッケン中央駅で見ることができる。また、同様にボイラー代用となっていた「18 612」（旧18 520（m型）：W.No.5672）は車両そのものが保存され、これはドイツ蒸気機関車博物館 (Deutsches Dampflokomotiv Museum) で見ることができる。

### 18 478 (i型)

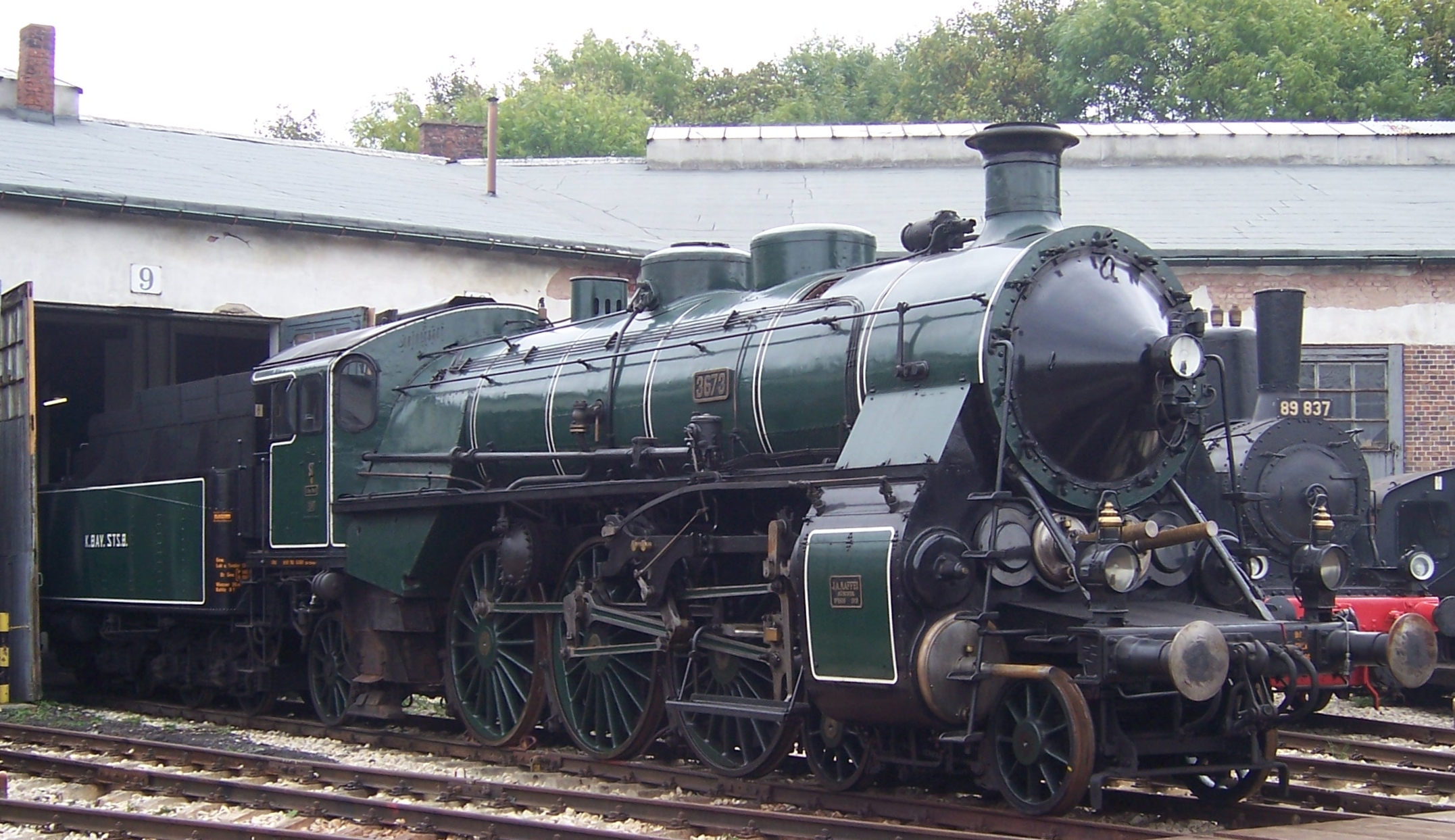
S3/6型 18 478

ウルムに配置されていた「18 478」は、王立バイエルン邦有鉄道時代の最後に製造（1918年製。W.No.4536）されたS3/6型で、風きり形の運転台を持つ最後の機関車である。同機は廃車後まずリンダウに送られ、続いてスイスへ行ってそこで本格的な修繕を受けた。
こんにち、この機関車はネルトリンゲンのバイエルン鉄道博物館 (Bayerisches Eisenbahnmuseum) に保存されている。この機関車はバイエルン鉄道博物館により、1996年にマイニンゲン機関車工場へ送られてよい状態に修復され、また当初の機関車番号である No.3673 に復元され、緑色に塗り戻された。しかし、バイエルン邦有鉄道の濃い緑ではなく、メルクリンの模型の色のような明るい緑になっており、これはこの修復工事のスポンサーとなったことに対する見返りであると言われている。それ以来、何度かの運転が行われている。
復元された本機は修復工事のメインスポンサーであったメルクリンの宣伝目的で、他の塗装にされているときがあり、2000年から2002年までは、1925年のドイツ交通博覧会で展示されたS3/6型の濃い青の塗装にされ、またその後の2年間は架空の紫とベージュの「ラインゴルト」塗装になっていたが、これには批判もあった。2004年4月にボイラーの検査期限が切れたため、それ以降2009年の再修復まで、本機はネルトリンゲンの博物館内で移動可能な展示物として扱われていた。この間、スポンサーのメルクリンの経営が悪化したため、修復計画は無期限延期となっていたが、その一方で邦有鉄道時代の濃い緑の塗装に戻されており、1918年に納入された当時の状態のようになっていた。
本機は製造当初のボイラーを現在も搭載している。そのため、製造から92年を経た機関車を再び運行可能にするには多くの作業が必要であった。
新たなスポンサーを見つけることができたため、2009年からバイエルン鉄道博物館の手で、ドイツの鉄道175周年に合わせて再び機関車を走行可能にする作業が進められた。その後、本機は2010年5月に修復工事が完了、再度走行可能となっている。